# Hannes Aigner
Hannes Aigner (n. 19 martie 1989, Augsburg, Germania) este un caiacist german, medaliat olimpic. A participat la 3 ediții ale Jocurilor Olimpice (2012, 2016, 2020) în care a câștigat o medalie de bronz.